# 王叡 (後漢)
王 叡（おう えい、? - 189年）は、中国後漢末期の政治家。字は通耀。徐州琅邪郡臨沂県（現在の山東省臨沂市蘭山区）の人。琅邪王氏の一族で、前漢の王吉の末裔。父は王仁。兄は王誼。弟は王典・王融。甥は王祥。

## 経歴
中平年間に荊州刺史に就任し、江陵城を拠点とした。
187年、孫堅と共に零陵・桂陽の反乱を鎮圧した。王叡は以前から、孫堅の氏素性が定かではないことを理由に軽んじ、無礼な言葉を吐くことが多かった。
霊帝の死後、董卓が政治の実権を握ると、各地で反董卓の兵が起こった。王叡も反董卓連合に加わる予定であったが、その前に不仲だった武陵太守の曹寅の殺害を謀ろうとした。これを知った曹寅は、光禄大夫の温毅の檄文を偽造して王叡の罪を述べた檄文を孫堅に送り、孫堅に檄文を奉じさせ王叡を攻撃させた。王叡はこのことで絶体絶命となり、金を溶かしたものを飲んで服毒自殺した。その後、一族は廬江に疎開したという。王叡の後任として董卓は劉表を荊州刺史とした。

## 脚註
1. ↑  『新唐書』唐宰相世系表十二中では王音とする。
2. ↑  『晋書』王祥伝
3. 1 2  裴松之が引く『王氏譜』による。